# 中島篤志
中島 篤志（なかじま あつし、1962年4月5日 - 2020年4月8日）は、日本のアマチュアゴルファー、実業家。

## 経歴・人物
群馬県桐生市出身。父は中島巌。実兄に中嶋常幸、弟の中島和也、妹の中島恵利華と3人のプロゴルファーを生んだゴルフ一家に生まれた。
自身も3歳からゴルフを始め、プロゴルファーを目指し、練習に明け暮れる。だが兄のレベルに追いつかずに悩むようになった。
1982年に父の巌がゴルフ場会社を設立したのを機にゴルファーを引退。父の会社に入社する。但し、ゴルファーとしては、1997年から3年間、日本ミッドアマチュアゴルフ選手権大会と日本アマチュアゴルフ選手権大会への出場歴がある。
1995年に父が急死し、会社を引き継いだがバブル崩壊のあおりを食って会社経営が行き詰まり、2000年に宇都宮地方裁判所に民事再生法を申請。その後、自殺未遂を繰り返した後に大学病院精神科に入院。
バプテスト派クリスチャンである兄の常幸から贈られた聖書を手にしたことで立ち直りのきっかけをつかみ、バプテスト派キリスト教に入信する。ゴルフ場経営も持ち直す。
2012年には経営する東松苑ゴルフ倶楽部にてジュニアゴルフスクールを開設。
また障害者ゴルフの普及にも熱心に取り組み、東松苑ゴルフ倶楽部をバリアフリー仕様にするなど車椅子でプレー出来る環境整備にも取り組む。
2010年からは経営する五浦庭園カントリークラブにて日本ゴルフツアー機構（JGTO）チャレンジツアー大会の開催に尽力した。
2020年4月8日、悪性腫瘍のために死去した。58歳没。